# Arfeuille-Châtain
 Arfeuille-Châtain  (en occitano Arfuelha Chastenh) es una población y comuna francesa, en la región de Lemosín, departamento de Creuse, en el distrito de Aubusson y cantón de Évaux-les-Bains.
Está integrada en la Communauté de communes Auzancea-Bellegarde-en-Marche.

## Demografía[3]
| 274 | 755 | 753 | 904 | 1 141 | 1 109 | 1 187 | 1 171 | 1 138 | 1 082 | 1 050 | 1 042 | 1 048 | 1 030 | 1 026 | 1 015 | 1 018 | 875 | 908 | 831 | 772 | 589 | 536 | 511 | 425 | 414 | 380 | 319 | 246 | 190 | 167 | 168 | 178 |
| Para los censos de 1962 a 1999 la población legal corresponde a la población sin duplicidades (Fuente: INSEE [Consultar]) |     |     |     |       |       |       |       |       |       |       |       |       |       |       |       |       |     |     |     |     |     |     |     |     |     |     |     |     |     |     |     |     |

## Lugares de interés
- El castillo de Châtain.[8]
- El monumento a los muertos en la guerra, gallo de bronce sobre un obelisco.[9]